# Mirabeau (Vaucluse)
Mirabeau település Franciaországban, Vaucluse megyében, a Durance folyó jobb partján. Lakosainak száma 1434 fő (2022. január 1.). Mirabeau Jouques, Beaumont-de-Pertuis, Grambois, Pertuis és La Tour-d’Aigues községekkel határos.
Mirabeau (provanszálul Mirabèu) a Mirar : "néz" és bel : "szép" szóbólok származik.

## Népesség
A település népességének változása:
| Lakosok száma | 1212 | 1218 | 1290 | 1288 | 1324 | 1344 | 1389 | 1419 | 1434 |
|               | 2013 | 2015 | 2016 | 2017 | 2018 | 2019 | 2020 | 2021 | 2022 |